# Fulakora saundersi
Fulakora saundersi es una especie de hormiga del género Fulakora, familia Formicidae. Fue descrita científicamente por Forel en 1892.
Se distribuye por Nueva Zelanda. Se ha encontrado a elevaciones de hasta 765 metros. Vive en microhábitats como rocas, piedras, troncos y la hojarasca.